# Novohradská župa (Uhersko)
Novohradská župa (latinsky comitatus Neogradiensis, německy Neuburg nebo Neograd, maďarsky Nógrad vármegye) je region na Slovensku, župa v Maďarsku (Nógrád), v minulosti to byl komitát, stolice a župa v Uhersku a krátce i v Československu.
Novohrad byl původně komitát, stolice a župa v Uhersku. V současnosti je území bývalé uherské župy rozděleny mezi Slovensko a Maďarsko. Jako Novohrad se v obou státech označují v užším smyslu pouze příslušné části bývalé uherské župy.
Název župy je odvozen od hradu Novohrad v dnešním Maďarsku.

## Uherský komitát / stolice / župa

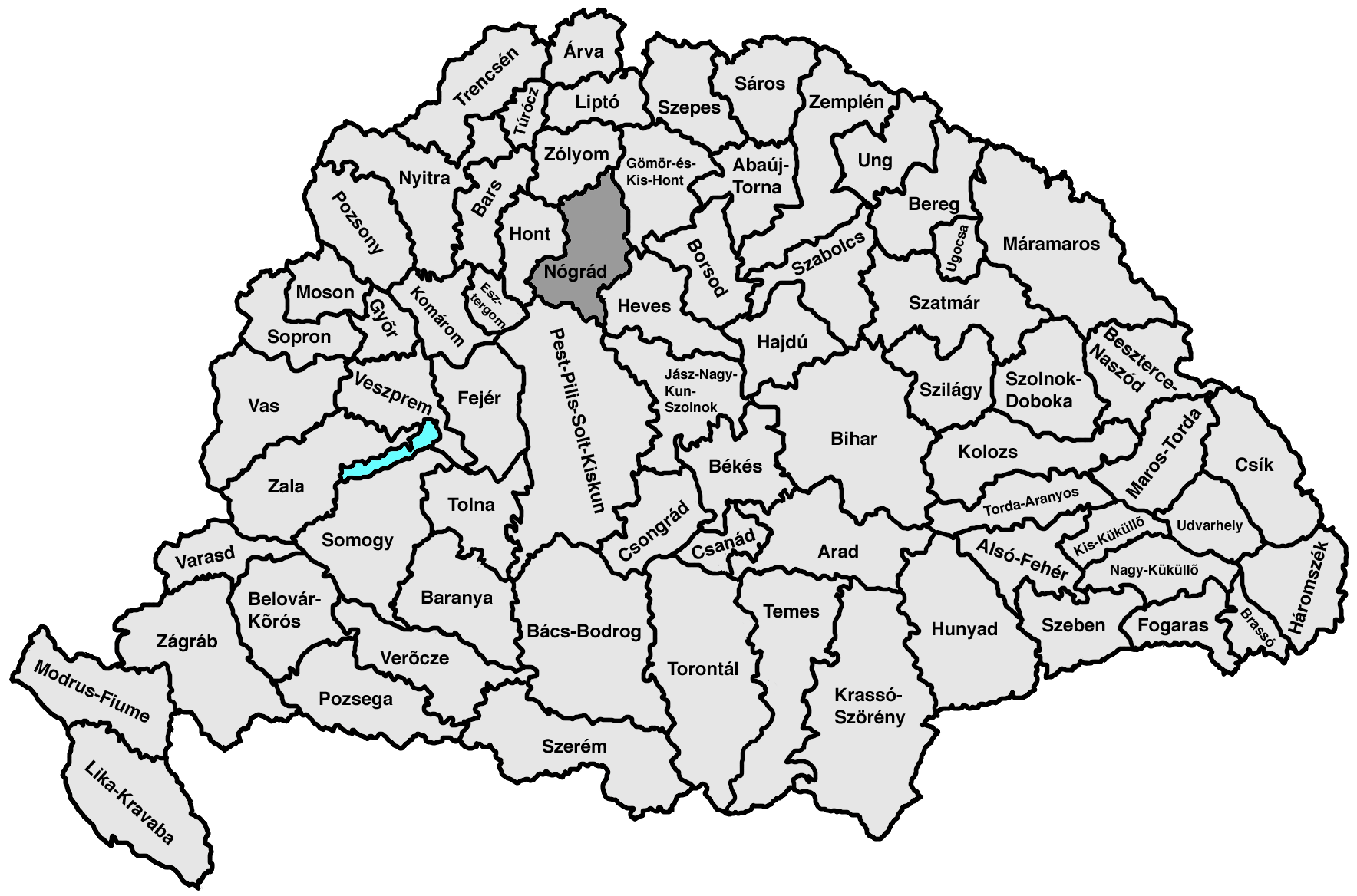
Pozice Novohradské župy v Uhersku

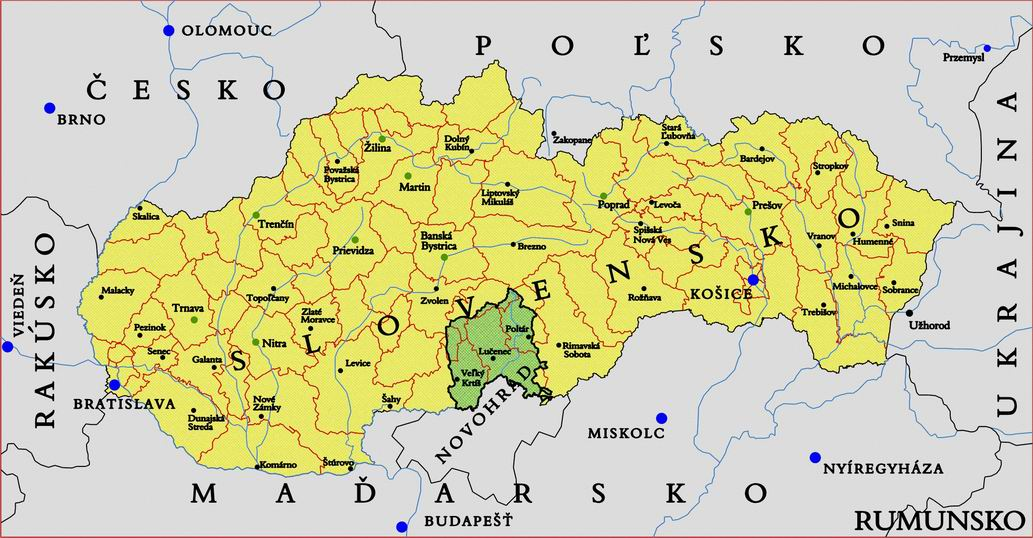
Novohradská župa na středním Slovensku

Novohradská stolice sousedila s Hontianskou, Malohontskou, Gemerskou, (pak Gemersko-malohontskou), Zvolenskou, Hevešskou a Pešťsko-pilišsko-šoltsko-malokumánskou stolicí. Rozloha župy v roce 1910 byla 4133 km².

### Centrum
Administrativním centrem Novohradské stolice byl hrad Novohrad, správním centrem stolice byly Balašské Ďarmoty (Balassagyarmat) (polovina 14. století – polovina 16. století). Mezi 16. a 18. stoletím neměla stolice své stálé centrum, protože byla ohrožována tureckými nájezdy a později se neustálily. Stoličná zasedání probíhala ve městech Fiľakovo, Lučenec a Sečany. Od 18. století byl centrem Lučenec, později střídavě Lučenec a Sečany a od roku 1790 opět Balašské Ďarmoty.

### Dějiny
Novohradský komitát se v Uhrách vyvinul mezi prvními, jeho součástí zpočátku byl i Hontianský komitát, který se oddělil od Novohradu v 11. století. Do konce 13. století se Novohrad změnil na zemanskou (šlechtickou) stolici. Novohradská stolice (tak jako ostatní stolice) byla od začátku rozdělena na čtyři slúžnovské okresy.
Během tureckých nájezdů Turci postupně obsadili hrad Novohrad (1544), Szando (1546), Ďarmoty, Sečany, Hollókő (1552), kdy kontrolovali již více než třetinu stolice.
Po porážce císařského vojska při Plášťovcích ovládli polovinu Novohradu. V roce 1554 dobyli Fiľakovo a hrad Salgó, roku 1576 Modrý Kameň, Šomoška a Divín – poslední hrady pod kontrolou Uherska. Turci dobyté území připojili k Budínskému pašaliku. V letech 1552–54 vytvořily tři sandžaky: Fiľakovo, Novohrad a Sečany. Během turecké expanze a okupace Novohradská stolice sice nezanikla, ale existovala jen na malém území a živořila.
Po osvobození Fiľakovské hradu roku 1606 – Žitavský mír (jako výsledek 15leté války) – císařskými vojsky, se Turci postupně stáhli z území Novohradu, ale mírovou smlouvu nedodrželi a v letech 1663–1686 opět ovládli velkou část Novohradu. Turecké panství skončilo až po jejich porážce u Budíně roku 1686.
V roce 1918 (potvrzeno Trianonskou smlouvou r. 1920) se Novohrad rozdělil mezi Československo a Maďarsko. Župa v Československu ještě krátce existovala do roku 1923, kdy byla včleněna do Zvolenské veľžupy. Během 2. světové války se jižní část slovenského Novohradu stala součástí Maďarska a maďarské Novohradské župy, po válce však byly předválečné hranice obnoveny.

### Župan Novohradské stolice v letech 1526–1848
Seznam županů:
- 1514–1526 Gašpar Raškaj (padl v bitvě u Moháče)
- 1526–1541 Štefan Raškaj
- 1542–1544 Ladislav Orság
- 1544–1547 post neobsazený
- 1547–1552 Štefan Losonc (zabit Osmany)
- 1552–1565 post neobsazený
- 1565–1585 Andrej Balaša
- 1585–1600 post neobsazený
- 1600–1621 Zikmund Forgáč
- 1621–1681 Adam Forgáč
- 1682–1714 Adam Forgáč mladší (rezignoval)
- 1714–1735 Jan Adam Forgáč
- 1736–1750 František Forgáč
- 1750–1751 post neobsazený
- 1751–1771 Anton Grasalkovič
- 1771–1806 Jozef Juraj Batana
- 1806–1827 Jozef Brunšvik
- 1828–1842 Gabriel Keglevič
- 1843–1848 Gedeon Ráday[1]

### Národnosti
Novohrad byl etnicky rozdělen na severní slovenskou část a jižní maďarskou část. Toto rozdělení se nezměnilo ani vznikem Československa a Slovenska.

### Okresy
V roce 1910 se Novohrad dělil na tyto slúžnovské okresy:
- Balassagyarmat (Balažské Ďarmoty)
- Novohrad, centrum Rétság
- Szirák
- Szécsény
- Fiľakovo, centrum Salgótarján
- Lučenec
- Halič

- Města se zřízeným magistrátem:
  - Lučenec